# アザー・ピープルズ・マネー
『アザー・ピープルズ・マネー』（Other People's Money）は1991年公開のアメリカ映画。

## ストーリー
企業乗っ取り屋の通称ラリーはいつものようにパソコンを操作しながら新しくターゲットを見つけ出した。今回のターゲットは創業80年余の電話会社。いつものように成功するだろうとふみ、待っていたがその会社の会長であるジョーゲンソン（通称ジョーギー）はそうはさせまいと立ちあがった。今、2人の攻防戦が始まる。

## キャスト
役名、俳優、DVD日本語吹替、人物紹介の順。
ローレンス・ガーフィールド（ラリー） - ダニー・デヴィート（坂上二郎）
企業乗っ取り屋。通称ラリー。今回は電話会社をターゲットとした。
アンドルー・ジョーゲンソン（ジョーギー） - グレゴリー・ペック（内田稔）
創業81年の電話会社、ニューイングランド電信電話株式会社の会長。ラリーの企業乗っ取りを防ぐため立ち上がる。
ビー・サリヴァン - パイパー・ローリー（沢田敏子）
ジョーギーのアシスタント兼恋人。
ケイト・サリヴァン - ペネロープ・アン・ミラー（高島雅羅）
ビーの娘の美人弁護士。
ウィリアム（ビル）・コールズ - ディーン・ジョーンズ（小島敏彦）
ニューイングランド電信電話株式会社の社長。ジョーギーの後継者。
アーサー - R・D・コール（山野史人）
ハリエット - モー・ガフニー
オジー - トム・アルドリッジ

## DVD
ワーナー・ホーム・ビデオから2006年4月14日リリース。